# چشمه خوری
چشمه خوری یک منطقهٔ مسکونی در ایران است که در دهستان دوکوهه واقع شده‌است.